# Wasilij Trofimow
Wasilij Dmitrijewicz Trofimow, ros. Василий Дмитриевич Трофимов (ur. 7 stycznia 1919 we wsi Kostino, w guberni moskiewskiej, zm. 22 września 1999 w Moskwie) – rosyjski piłkarz, grający na pozycji prawego napastnika, hokeista, zawodnik bandy, reprezentant ZSRR w piłce nożnej i bandy, olimpijczyk, trener piłkarski i bandy.

## Kariera piłkarska

### Kariera klubowa
Wychowanek juniorskiej drużyny Dinamo Bołszewskiej Komuny Pracowniczej. W 1939 rozpoczął karierę piłkarską w klubie Dinamo Moskwa, w którym występował do zakończenia kariery piłkarskiej w 1953.

### Kariera reprezentacyjna
15 lipca 1952 zadebiutował w olimpijskiej reprezentacji Związku Radzieckiego w spotkaniu turnieju olimpijskim z Bułgarią wygranym 2:1. W jej składzie uczestniczył w igrzyskach olimpijskich w Helsinkach w 1952 (drużyna radziecka odpadła w ⅛ finału).

## Kariera trenerska
Po zakończeniu kariery piłkarskiej rozpoczął pracę szkoleniową. W 1952 ukończył Szkołę Trenerską w Państwowym Centralnym Instytucie Wychowania Fizycznego. Od lipca 1963 do lipca 1964 pracował w sztabie szkoleniowym radzieckiej reprezentacji piłkarskiej. Wszystkie inne działania trenerskie związane były z bandy. Łączył funkcje trenera i zawodnika w latach 1951–1952 i 1955-1959, a następnie w latach 1960–1981 prowadził klub bandy Dinamo Moskwa. Od 1964 do 1981 prowadził reprezentację ZSRR w bandy. W latach 1983–1994 pracował na stanowisku dyrektora Szkoły hokeja na trawie Dynamo w Moskwie.
Zmarł 22 września 1999 w Moskwie i został pochowany na tamtejszym Cmentarzu Wagańkowskim.

## Sukcesy i odznaczenia

### Sukcesy klubowe w piłce nożnej
- mistrz ZSRR: 1940, 1945, 1949
- wicemistrz ZSRR: 1946, 1947, 1948, 1950
- brązowy medalista mistrzostw ZSRR: 1952
- finalista Pucharu ZSRR: 1945, 1950

### Sukcesy klubowe w hokeju na lodzie
- mistrz ZSRR: 1946/47
- wicemistrz ZSRR: 1949/50
- brązowy medalista mistrzostw ZSRR: 1947/48, 1948/1949, 1952/53
- zdobywca Pucharu ZSRR: 1952/53

### Sukcesy klubowe w bandy
- mistrz ZSRR: 1951, 1952
- wicemistrz ZSRR: 1936, 1950, 1958/59
- brązowy medalista mistrzostw ZSRR: 1955/56
- zdobywca Pucharu ZSRR: 1940, 1941, 1947, 1950, 1951, 1952, 1954

### Sukcesy reprezentacyjne
- uczestnik Igrzysk Olimpijskich: 1952

### Sukcesy trenerskie w bandy
- mistrz świata: 1965, 1967, 1969, 1971, 1973, 1975, 1977, 1979
- mistrz ZSRR: 1960/61, 1962/63, 1963/64, 1964/65, 1966/67, 1968/69, 1969/70, 1971/72, 1972/73, 1974/75, 1975/76, 1977/78
- wicemistrz ZSRR: 1965/66, 1967/68, 1970/71, 1973/74, 1976/77
- brązowy medalista mistrzostw ZSRR: 1961/62
- zdobywca Pucharu Mistrzów Europy: 1975/76, 1976/77, 1978/79

### Sukcesy indywidualne
- wybrany do listy 33 najlepszych piłkarzy ZSRR: Nr 1 (1948), Nr 2 (1949, 1951, 1952)
- wybrany do listy 22 najlepszych hokeistów bandy ZSRR: 1936, 1950, 1951

### Odznaczenia
- tytuł Mistrza Sportu ZSRR:
- tytuł Zasłużonego Mistrza Sportu ZSRR: 1945
- tytuł Zasłużonego Trenera Rosyjskiej FSRR: 1963
- tytuł Weteran Sportu Rosyjskiej FSRR: 1981
- najlepszy trener stulecia w hokeju na trawie: 1998
- Order „Znak Honoru”: 1957
- Order Czerwonego Sztandaru Pracy: 1959
- Order Przyjaźni: 1997
- Medal Pamięciowy 850 lat Moskwie: 1997